# Horst Schubert (Mathematiker)
Horst Schubert (* 11. Juni 1919 in Chemnitz; † 2001) war ein deutscher Mathematiker.

## Leben und Forschungstätigkeit
Schubert studierte Mathematik und Physik an den Universitäten Frankfurt am Main, Zürich und Heidelberg, wo er 1948 bei Herbert Seifert promoviert wurde. Zuvor, noch während des Zweiten Weltkriegs, war er, im Rang eines Oberleutnants, Kryptoanalytiker in der Inspektion 7 Gruppe VI des Oberkommandos des Heeres (OKH/In 7/VI). Danach war er bis 1956 Assistent in Heidelberg, wo er sich 1952 habilitierte. Ab 1959 war er außerordentlicher und ab 1962 ordentlicher Professor an der Universität Kiel. Ab 1969 war er Professor an der Universität Düsseldorf.
Schubert arbeitete auf den Gebieten Topologie, Kategorientheorie und Homologische Algebra.
1949 bewies er die eindeutige Zerlegbarkeit von Knoten in Primknoten.
Auf ihn geht auch die Klassifikation der Knoten mit 2 Brücken zurück.
Er ist Autor bzw. Koautor von etwa 20 wissenschaftlichen Arbeiten und hat die Promotion von 18 Mathematikern betreut.
Zu seinen Doktoranden zählen Klaus Floret und Theodor Bröcker.
Gemeinsam mit den Ökonomen Rudolf Henn und dem Mathematiker Hans Paul Künzi hat Horst Schubert im Jahre 1969 am Mathematischen Forschungsinstitut Oberwolfach eine der ersten wissenschaftlichen Tagungen über Operations Research in Deutschland organisiert.

## Schriften
- Kategorien. 2 Bände. Springer, 1970 MR0274548
- Topologie. Eine Einführung. Teubner, 1969, 4. Auflage 1975 MR0423277
- Knoten, Jahresbericht DMV, Band 69, 1967/68, S. 184
- Die eindeutige Zerlegbarkeit eines Knotens in Primknoten. S.-B. Heidelberger Akad. Wiss. Math.-Nat. Kl. 1949, (1949). no. 3, 57–104. MR0031733
- Knoten mit zwei Brücken. Math. Z. 65 (1956), 133–170. MR0082104
- Bestimmung der Primfaktorzerlegung von Verkettungen. Math. Z. 76 (1961), 116–148. MR0141107